# Trần Bá Dũng
Trần Bá Dũng (sinh năm 1958) là một sĩ quan cấp cao trong Quân đội nhân dân Việt Nam, hàm Thiếu tướng, Phó Giáo sư, Tiến sĩ, nguyên là Phó Tổng cục trưởng Tổng cục Tình báo (2011–2019).

## Thân thế và sự nghiệp
Ông quê tại xã Thạch Thắng, huyện Thạch Hà, tỉnh Hà Tĩnh
Năm 1975, ông nhập ngũ.
Ông từng giữ các chức vụ ở Tổng cục 2: Trưởng phòng ở Cục 12; Phó Cục trưởng Cục 11, Chi huy trưởng Trung tâm 701; Cục trưởng Cục 11; Cục trưởng Cục 16.
Năm 2011, bổ nhiệm giữ chức Phó Tổng cục trưởng Tổng cục Tình báo
Phó Giáo sư (2013), Thiếu tướng (2010).
Năm 2019, ông nghỉ hưu.